# Lieshout (Niederlande)
Lieshout ist ein Dorf in der niederländischen Gemeinde Laarbeek in der Provinz Nordbrabant. Lieshout hat etwa 4345 Einwohner und ist bekannt für seine Bierbrauerei Swinkels (ehem. Bavaria).

## Geschichte
Archäologische Forschungen in Lieshout haben gezeigt, dass das Gebiet seit dem Jahre 1100 v. Chr. bewohnt wurde. Das heutige Dorf wurde im 8. Jahrhundert gegründet als fränkisches Allod. Am Ende des 12. Jahrhunderts stiftete der Heer van Lieshout das Allod der Abtei Floreffe im heutigen Belgien. 1698 übertrug die Abtei Floreffe die Hohe Herrlichkeit Lieshout der gleichfalls im heutigen Belgien liegenden Abtei Postel. Diese Abtei veräußerte innerhalb von sieben Monaten die meisten ihrer Immobilien in Lieshout den örtlichen Bauern.
Im Jahre 1714 veräußerte die Abtei die übrigen Grundstücke und Gebäude und die herrschaftlichen Rechte an Adriaan Bout van Lieshout, Mitglied einer adeligen Familie aus Holland. Diese Familie verkaufte die herrschaftlichen Rechte im Jahre 1842 einem Textilhersteller aus Helmond. Mit der Verfassungsänderung von 1848 wurden in den Niederlanden die herrschaftlichen Rechte abgeschafft, wodurch Lieshout seinen herrschaftlichen Status verlor. Im Jahre 1851 wurde Lieshout zur Gemeinde ernannt.
Die verbesserte Zugänglichkeit von Lieshout am Ende des 19. Jahrhunderts führte zum Wachstum der Industriezweige, einschließlich der Bavaria Brauerei. Am 1. Januar 1997 war die Unabhängigkeit von Lieshout zu Ende. Zu diesem Zeitpunkt schloss sich das Dorf mit Aarle-Rixtel und Beek en Donk zur neuen Gemeinde Laarbeek zusammen.

## Persönlichkeiten
- Piet Damen (* 1934), ein ehemaliger niederländischer Radrennfahrer, geboren in Lieshout
- Guus Meeuwis (* 1972), niederländischer Popsänger, geboren in Mariahout, aufgewachsen in Lieshout